# Royal Automobile Company
Royal Automobile Company war ein US-amerikanischer Hersteller von Automobilen.

## Unternehmensgeschichte
Warren N. Akers, Louis B. Dalley und K. K. McLaren gründeten 1904 das Unternehmen. Der Sitz war im Bundesstaat New Jersey und die Fabrik in Chicago in Illinois. Im gleichen Jahr begann die Produktion von Automobilen. Die Markennamen lauteten Royal und Royal Princess. Im November 1905 endete die Produktion. Das Unternehmen ging in den Bankrott.
Weitere US-amerikanische Hersteller von Personenkraftwagen der Marke Royal waren Royal Motor Company und Royal Cyclecar Company.

## Fahrzeuge
Die Fahrzeuge mit dem Markennamen Royal waren Elektroautos. Als Reichweite waren 120 km garantiert. Sie hatten ein Fahrgestell mit 152 cm Radstand. Zur Wahl standen im ersten Jahr Runabout, Phaeton und Stanhope. 1905 kam ein Queen Victoria genannter Victoria dazu.
Als Royal Princess wurden die Fahrzeuge mit Ottomotor bezeichnet. Sie hatten einen Zweizylindermotor mit 16 PS Leistung. Er trieb über ein Zweigang-Planetengetriebe und eine Kette die Hinterachse an. Der Radstand betrug 208 cm. Der Aufbau war ein Tonneau mit seitlichem Zustieg.

## Modellübersicht
| Jahr | Marke          | Modell   | Zylinder | Leistung (PS) | Radstand (cm) | Aufbau                                      |
| ---- | -------------- | -------- | -------- | ------------- | ------------- | ------------------------------------------- |
| 1904 | Royal          | Electric |          |               | 152           | Runabout, Phaeton, Stanhope                 |
| 1905 | Royal          | Electric |          |               | 152           | Runabout, Phaeton, Stanhope, Queen Victoria |
| 1904 | Royal Princess |          | 2        | 16            | 208           | Tonneau                                     |
| 1905 | Royal Princess |          | 2        | 16            | 208           | Tonneau                                     |